# Bede BD-5
Le BD-5 conçu par l'américain Jim Bede est un avion monoplace de sport destiné à la construction amateur qui connaît un succès commercial considérable, plus de 5 000 kits et plans étant vendus et 12 000 commandes de la version usine (version certifiée par la FAA) enregistrées. À cause de la faillite de la société au milieu des années 1970, seuls quelques centaines sont construits et aucun de la version d'usine « D », Bede Aircraft Inc se révélant incapable de fournir à ses clients une motorisation adaptée. Le BD-5 donne naissance à une version à réaction, BD-5J, utilisée par James Bond dans le film Octopussy et consacré par le Livre Guinness des records comme le plus petit avion à réaction au monde (162,7 kg).

## Origine
Début 1967 Jim Bede commença à travailler sur le projet d’un petit monoplace ayant l’allure d'un jet (avion à réaction) : il s’agissait d’un appareil compact, le pilote étant semi-allongé sous une verrière de type planeur, placé devant un moteur deux temps bicylindre de 40 ch entrainant une hélice placée à l'arrière par l'intermédiaire d'un arbre de transmission. L’appareil possédait un empennage en V et un train d’atterrissage escamotable et, la trainée calculée étant très faible, des spoilers furent ajoutés à la voilure afin de réduire la vitesse d’atterrissage.
Mobilisé par le développement du Bede BD-4, Jim Bede ne commença à travailler sérieusement sur le BD-5 qu’en 1970, deux versions étant envisagées : BD-5A avec voilure de 4,34 m d’envergure pour la vitesse et la voltige, BD-5B avec 6,55 m d'envergure pour les vols à longue distance. Le premier devait atteindre 340 km/h et le second pouvoir couvrir 2 000 km. Les propriétaires achetant les deux jeux de voilure devaient pouvoir passer de l’une à l’autre en dix minutes. Le démontage de la voilure permettait en outre un stockage aisé dans un garage comme le transport sur une remorque routière classique. Pour faciliter la construction le fuselage de l’appareil, qui s’inspirait du planeur Alexander Schleicher ASW 15, devait être construit en panneaux de fibre de verre sur une armature en aluminium et aucune pièce n’était soudée, éliminant le besoin d’un outillage particulier.
En novembre 1970 Bede Aircraft Corp publia une notice d’information qui fut relayée par plusieurs magazines, en particulier Science & Mechanics dans son édition d’octobre 1971 qui annonçait un prix de 1 950 USD et une vitesse maximale de 345 km/h. Le BD-5 devint alors un phénomène de société : à partir du 24 février 1971 Bede Aircraft acceptait un dépôt de garantie de 200 U$D pour la fourniture d'un premier kit devant être expédié au client au plus tard le 24 mai 1972. Six mois plus tard le cap des 800 dépôts de garantie étaient franchi et en fin d’année plus de 4 300 monoplaces étaient en commande. En août 1973 le très sérieux magazine Popular Science publia à son tour un article sur le BD-5, annonçant un prix de 2 965 USD.

## Un développement chaotique
Le prototype immatriculé N500BD équipé d'un empennage en V et d'un moteur de motoneige Polaris Industries de 36 ch fit un court premier vol (au ras de la piste) le 12 septembre 1971. Ce vol révéla une stabilité médiocre nécessitant de revoir complètement la géométrie et la position de l'empennage et donc de modifier le fuselage. Il fut décidé à la fin 1971, pour diminuer les temps de fabrication et gagner du poids, d’abandonner le fuselage en fibre de verre pour un fuselage entièrement métallique utilisant un alliage d’aluminium pouvant être travaillé par hydroformage. Le N500BD (équipé de l'empennage du N501BD) est aujourd'hui conservé à AirVenture, le musée de l'EAA.
Le second prototype immatriculé N501BD présentait de nombreuses modifications. L’empennage en V était remplacé pour un empennage classique (dérive verticale et stabilisateur horizontal) à forte flèche. Le nouveau fuselage était maintenant en aluminium, il fut achevé en mars 1972 et reçut un moteur Kiekhaefer Aeromarine de 40 ch. Début 1972 Jim Bede avait engagé Burt Rutan comme directeur technique des essais en vol, et Lester Berven comme chef pilote d’essai. L'avion effectua ses premiers vols le 11 juillet 1972, l’empennage ne donnant toujours pas satisfaction (stabilité en tangage insuffisante, hyper sensibilité en tangage). Les problèmes de stabilité furent résolus en augmentant les dimensions de l'empennage et l'efficacité de l'anti-tab automatique, mais la motorisation du BD-5 continuait à poser de sérieuses difficultés (refroidissement insuffisant, vibrations). La firme Kiekhaefer ne livrant pas ses moteurs, Bede décida d’opter pour un autre moteur, un Hirth bicylindre 650 cm3 développant 55 ou 70 ch, le moteur 40 ch s’étant révélé insuffisant aux essais. Ces changements de moteur retardaient la mise au point, et ces moteurs deux temps posaient des problèmes de carburation (mélange air/carburant). En septembre 1972 Lester Breven était contraint à un atterrissage forcé à la suite d'une panne de la commande de richesse (système de contrôle du mélange). Gravement endommagé, le N501BD ne fut pas réparé, le prototype suivant, plus proche de la série, étant sur le point de prendre l’air.
Le troisième prototype immatriculé N502BD ne disposait pas d'une transmission à variateur, comme le prédécesseur, et les essais au sol révélèrent un problème vibratoire (vibration de torsion) important. Il fut résolu en ajoutant un système de roue libre dans la transmission, mais le premier vol fut retardé au 26 mars 1973. La définition du BD-5 fut figée au cours de l’été 1973. La voilure courte (BD-5A) était abandonnée car, si elle augmentait un peu la vitesse maximale, elle augmentait considérablement la vitesse d’atterrissage, et le comportement au décrochage était dangereux. Volets et spoilers avaient disparu, le cockpit avait été redimensionné, un nouveau train d’atterrissage adopté. Deux moteurs Hirth devaient être disponibles, développant 55 ou 70 ch. Le 70 ch avait été développé en collaboration entre le motoriste et Jim Bede.

## Des kits livrés sans moteur
Un outillage de production fut donc mis en place et, faute de disposer de moteurs, les premières livraisons par Hirth étant toujours espérées pour septembre 1973, Bede Aircraft proposa à ses clients de livrer les kits sans moteur pour leur permettre de commencer la construction de leurs appareils.
Fin 1973 Jim Bede recommandait fortement l’utilisation du moteur de 70 ch et le modèle de base, proposé désormais uniquement avec un moteur de 55 ch, était vendu U$D 2 599. Les clients ayant commandé des BD-5 à moteur de 40 ch pouvaient opter pour un moteur de 55 ch s’ils acceptaient de payer la différence. Or Hirth se déclara en faillite en 1974, après livraison d’environ 500 moteurs. Une solution de remplacement fut trouvée au Japon, la firme Xenoah ayant un moteur de puissance comparable en cours de développement. Mais la mise au point de ce moteur fut beaucoup plus longue que prévu et il ne fut autorisé à l’exportation qu’en 1978. Après avoir livré un peu plus de 5 100 kits la société Bede Aircraft fut contrainte de cesser son activité. Elle fut officiellement déclarée en faillite en 1979. Plus grave, la procédure judiciaire accompagnant cette faillite révéla qu’au lieu de consacrer la totalité des dépôts reçus à la production de kits, Jim Bede en avait employé une bonne part à d’autres projets. Il fut donc contraint à accepter un accord amiable avec la Commission Fédérale du Commerce et à s’engager à ne plus accepter d’acompte sur aucune commande pendant 10 ans.
Si de nombreux kits furent stockés, abandonnés ou revendus par leurs propriétaires, certains clients de Bede Aircraft persévérèrent malgré des difficultés multiples. Outre la difficulté de trouver un moteur de remplacement, le temps nécessaire à la construction de l’appareil s’avéra nettement supérieur à ce qui était annoncé, atteignant plutôt 3 000 à 3 500 heures en fonction des modifications rendues nécessaires par l’adaptation d’un autre moteur. Un certain nombre de kits furent également livrés incomplets et les pièces livrées n’étaient pas toujours usinées correctement, ce qui nécessitait l’utilisation d’un minimum d’outillage. En conséquence les premiers BD-5 mirent du temps à apparaitre et les accidents furent nombreux, tant en raison de défauts de construction, de manque de fiabilité des moteurs et de la formation insuffisante des pilotes pour piloter cet avion aux qualités de vol inhabituelles.

## Le mini-jet BD-5J
Au début des années 1970, tout en travaillant à l’adaptation des moteurs Hirth sur le BD-5, Jim Bede entreprit l'installation d’un petit réacteur sur la cellule. Le propulseur retenu était le Sermel TRS 18-046 de 100 kgp utilisé sur le motoplaneur Caproni Vizzola C22 Ventura. Produite à l’époque sous licence aux États-Unis par Ames Industrial, cette turbine est devenue par la suite Microturbo Cougar chez Turboméca. Désignée BD-5J, la version à réaction du monoplace Bede recevait une voilure de 5,18 m d’envergure, intermédiaire entre les ailes de Type A et B.
Bob Bishop acheta 20 kits BD-5J dès qu’ils devinrent disponibles et la majorité des BD-5J ayant volé provient de ce lot. Avec un de ces appareils Bob Bishop a détenu pendant plus de 25 ans le record Guinness du plus petit avion à réaction au monde. Ce record a été battu en novembre 2004 par Juan Jiménez, de Porto Rico dont le BD-5J pèse à peine 162,7 kg, soit 36 kg de moins que celui de Bishop, mais n’avait toujours pas volé fin 2009 en raison de problèmes mécaniques.

Le BD-5J a été une attraction populaire dans les meetings aériens, mais son nombre devait se réduire progressivement en raison d’accidents. Le brasseur Coors Brewing Company finança jusqu’en 1991 les Silver Bullets, deux BD-5J en formation acrobatique, tout comme son concurrent Budweiser dont le Bud Light Jet prit feu en vol. Le dernier appareil utilisé en meeting était le Stinger Jet à bord duquel le pilote canadien Scott Manning trouva la mort le 16 juin 2006. Un BD-5J a aussi été utilisé dans la première séquence du film Octopussy. 

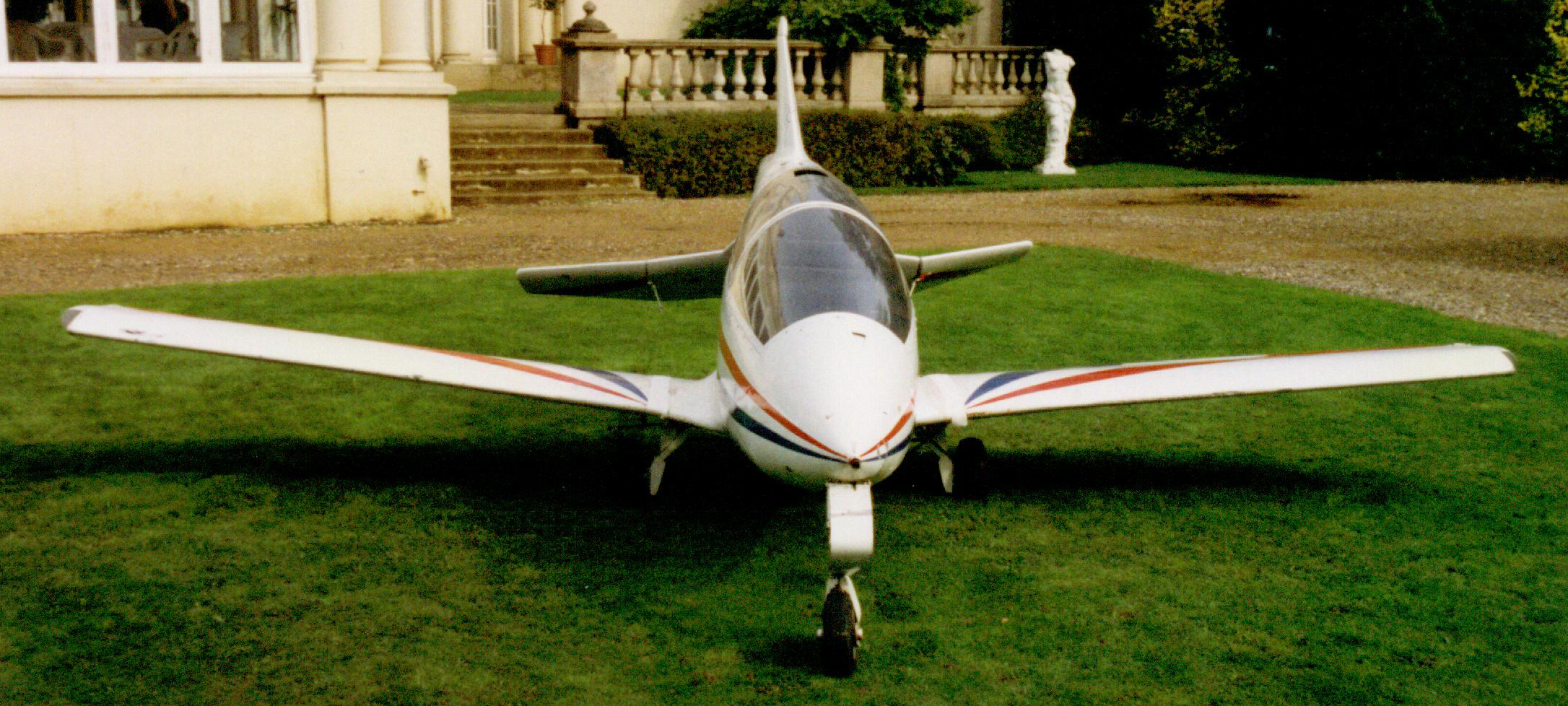
Le BD-5J utilisé par James Bond dans la première scène du film Octopussy

## Toutes les versions
- BD-5A : Version à envergure réduite proposée en option. Les 4 premiers exemplaires construits furent victimes d’accident (trois morts) au cours de leur premier vol, cet avion à la mise au point inachevée pouvant décrocher très facilement. Cette version est détentrice du record FAI de vitesse sur base de 3 km (Classe C-1a/0, avion de moins de 300 kg au décollage) avec un moteur Rotax 618UL de 74 ch[5], l'autrichien Peter Scheichenberger ayant été chronométré à 351,39 km/h le 28 août 1999. La FAI a enregistré un BD-5B mais que l'aile utilisée pour le record était un modèle d'envergure réduite.
- DB-5B : Modèle de base. La plupart des accidents recensés pour cette version révèlent une mauvaise préparation du pilote, même si l’appareil a une plage de centrage réduite et une tendance au décrochage immédiatement suivie d’une mise en vrille. En cas de perte de puissance le BD-5 se cabre immédiatement et il est nécessaire de le redresser avant de tenter de relancer le moteur, faute de quoi le décrochage est inévitable et dangereux[6].
- BD-5C : Similaire au DB-5A mais optimisé pour la voltige.
- BD-5D : En 1973 Jim Bede envisagea de faire certifier une version du BD-5 par la FAA afin de commercialiser l’appareil en série. Des dépôts de garantie de U$D 600 étaient demandés pour toute commande. Les travaux sur cette version cessèrent en 1978.
- BD-5G : Désignation du modèle BD-5B à moteur Xenoah deux temps trois cylindres de 70 ch.
- BD-5J : Mini jet à moteur Microturbo TRS 18.
- BD-5S : Planeur sur lequel le moteur était naturellement supprimé et la voilure allongée. Les essais en vol conduits en 1975 furent décevants et le prototype passé au pilon.
- BD-5T : Développée par BD Micro Technologies, c’est une version turbopropulsée utilisant une turbine Solar T62 modifiée entrainant une hélice à pas variable automatique.

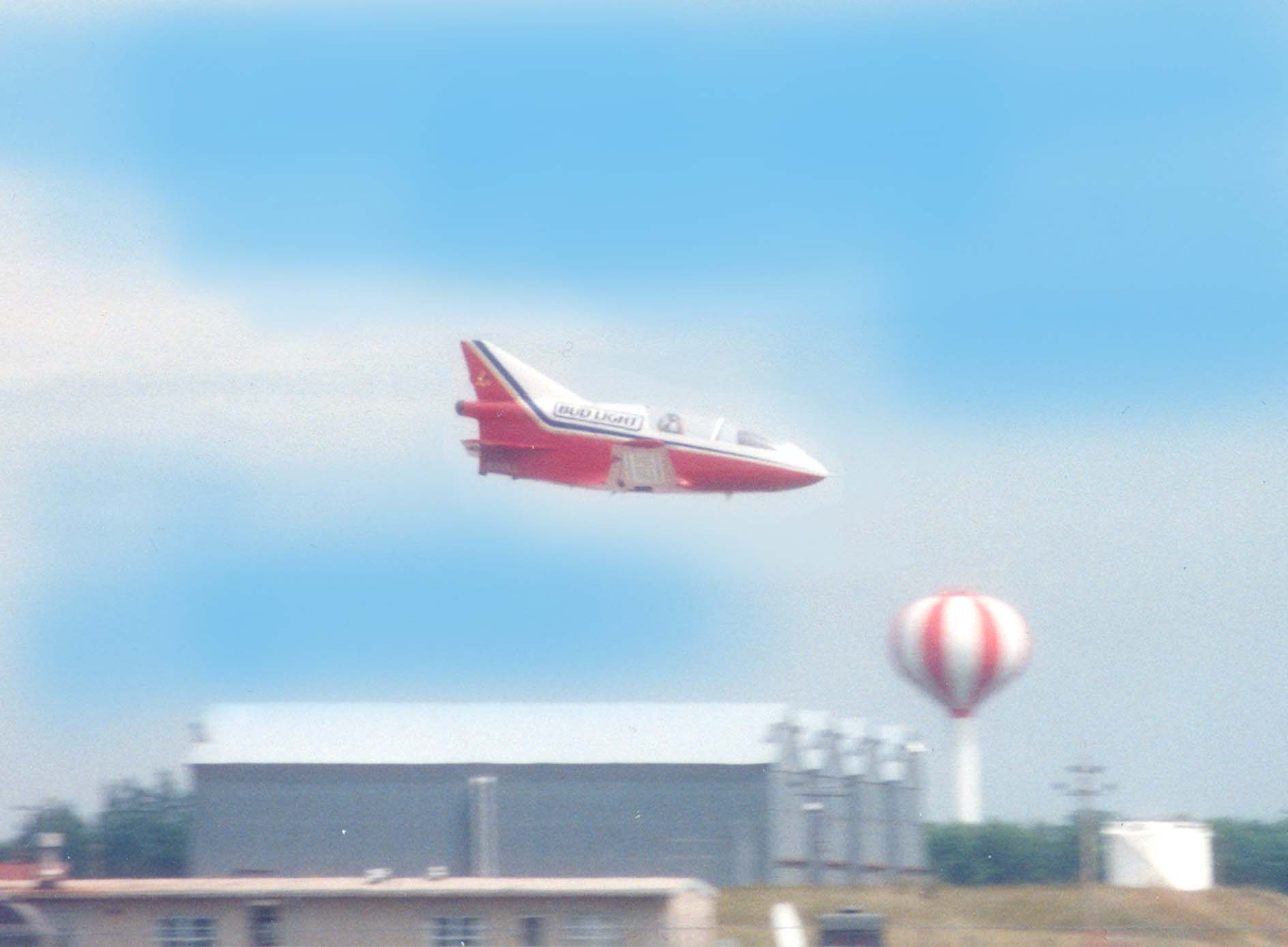
Le BD-5J sponsorisé par la firme Budweiser vu au cours d'un meeting en 1997

## Le BD-5 sans Jim Bede
La disparition de Bede Aircraft ne fit pas disparaitre pour autant le BD-5, qui fut progressivement amélioré par des passionnés ou des industriels, mais qui profita aussi des évolutions de la technique. Le principal problème de l’avion était le moteur. Or si dans les années 1970 il n'y avait pas de moteur de 60/70 ch fiable pesant moins de 45 kg, il existe maintenant le Rotax 582 qui développe 65 ch pour un poids de 36 kg ou le Hirth 2706 qui sont parfaitement adaptés au monoplace Bede, de même que le 2si 808 qui développe 100 ch mais pèse 59 kg. Des moteurs quatre temps sont montés, comme le bloc Honda Civic ou le Subaru EA-81, mais ce sont des moteurs plus lourds, nécessitant en plus un refroidissement par eau. Spécialiste des profils d’aile, Harry Riblett a proposé une  modification du profil d’aile (mousse stratifiée sur l'aile existante) pour augmenter la portance du profil et améliorer le comportement au décrochage. Il existe des kits permettent d’allonger le fuselage de 14 cm pour avancer le centrage (et éviter de rajouter du lest de correction).
Implanté sur l’aérodrome de Gillespie Field, à El Cajon, dans la baie de San Francisco, un des rares distributeurs agréé par Bede Aircraft, Alturair Inc a racheté la majorité de l’outillage, les plans et les pièces non livrées. Elle assure aujourd’hui un soutien logistique et technique intéressant aux propriétaires de BD-5, ainsi qu’à ceux qui continuent à construire cet appareil. De son côté BD Micro Technologies, à Siletz, dans l’Oregon, a développé une série de kits destinés à améliorer la construction et les qualités de vol du BD-5, kits commercialisés sous l’appellation Flightline depuis fin 1995. 

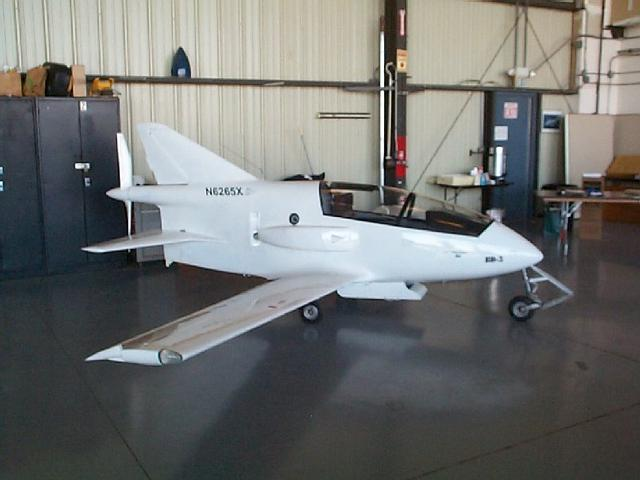
Un des derniers BD-5B à avoir volé est cet exemplaire, propriété d'un ancien pilote de l'USAF, équipé d'un moteur Subaru EA-81

Quand la Bede Aircraft Company fut reconstituée Jim Bede annonça le développement de plusieurs nouvelles versions de l’appareil, dont le Super BD-5 biplace en tandem et une version turbopropulsée BD-5T, mais tous les projets sont restés à ce jour an niveau de la planche à dessins et le site internet de Jim Bede indiquait simultanément qu’il ne fournissait plus ni pièces ni plans de cet avion.
À la fin de 2009 on estimait à environ 200 le nombre de BD-5 à avoir volé dans le monde, dont 150 toujours en état de vol et environ 200 toujours en cours de montage.

## Des appareils dérivés
- Acrojet Spécial : Développement du BD-5J mené par Aerial Productions International, Inc, firme fondée à Marana, en Arizona, par Bob Bishop. À l’origine deux exemplaires furent utilisés pour constituer une patrouille de voltige en meetings, la Freedom Team. Cet appareil a ensuite été retenu par le département de la Défense des États-Unis, pour la formation des opérateurs radar. La signature radar, les performances de ce monoplace sont en effet comparables à celles d’un missile de croisière. Devenus Smart-1 (Small Manned Aerial Radar Target, Model 1), ils sont aussi utilisés pour la calibration des équipements de suivi de tir de missiles[8]. Un Smart-1 (N23AP, c/n 003) a percuté des arbres en approche à Ocean City (Maryland), le 27 juin 2006, entraînant la mort de son pilote, Chuck Lischer.
- Option Air Acapella : Carl D. Barlow associa en 1980 le fuselage et la voilure du BD-5 avec un empennage bipoutre et un moteur Continental O-200 de 100 ch (Acapella 100L). Cet appareil effectua son premier vol le 6 juin 1980, piloté par Bill Skiliar mais se révéla très difficile à piloter. Le moteur fut ensuite remplacé par un Lycoming IO-360-A1B (Acapella 200L), puis l’envergure fut réduite de 8,07 m à 5,94 m (Acapella 200S). L’unique prototype fut finalement cédé à l’Experimental Aircraft Association. Il est exposé à certaines périodes au musée d’AirVenture.

## Sources
1. ↑  (en-GB) « Smallest aircraft (jet) », sur Livre Guinness des records (consulté le 15 septembre 2022).
2. 1 2 3 4 5  John W Olcott
3. ↑  Bede Aircraft Inc. et al, 92 F.T.C. 449.
4. ↑  « Guinness World Records - Travel & Transport », sur guinessworldrecords.com via Wikiwix (consulté le 14 octobre 2023).
5. ↑  http://records.fai.org/file?i=2&f=6241
6. ↑  Seth B Anderson
7. ↑  Alturair
8. ↑  « SMART-1 Cruise Missile Surrogate », sur smart-1.us (consulté le 17 avril 2023).